# Euridice
Euridice (EURopean Inclusive education for Digital society, social Innovation, and global CitizEnship) is een door de Europese Unie gefinancierd initiatief dat gericht is op het bevorderen van inclusieve digitale educatie en sociale innovatie in Europa.
Het consortium achter Euridice bestaat uit elf Europese universiteiten, twee onafhankelijke digitale onderzoekscentra, twee culturele instituten, zes kleine en middelgrote ondernemingen en vier geassocieerde universiteiten.

## Deelnemende instituten[3]

### Universiteiten
- Vrije Universiteit - Amsterdam
- Universiteit van Napels Federico II - Napels
- Universiteit van Innsbruck
- Universiteit van IJsland - Reykjavik
- Universiti Malaysia Sarawak (UNIMAS) - Kuching
- Lusophone University of Humanities and Technologies - Lissabon
- University for Development Studies - Tamale, Ghana
- Technische Universiteit Wenen
- Pavel Jozef Šafárik-Universiteit in Košice
- Palacký-Universiteit Olomouc
- Nationale Ivan Franko-universiteit van Lviv
- Universiteit van Charkov
- Universiteit van Barcelona
- i-CATS University College - Sarawak
- Copenhagen Business School

### Overige deelnemers
- The Value Engineers - Nederland
- SBC4D - Frankrijk
- Leeuw Film
- KB, nationale bibliotheek - Den Haag
- Icelandic Institute for Intelligent Machines - Reykjavik
- Haus der Kulturen der Welt - Berlijn
- Fraunhofer-Gesellschaft - Duitsland
- Babafla - Nederland
- AKMC Knowledge Management
- Healthink - Griekenland